# Traité de Prenzlau
 (signalé en mai 2025).
Si vous disposez d'ouvrages ou d'articles de référence ou si vous connaissez des sites web de qualité traitant du thème abordé ici, merci de compléter l'article en donnant les références utiles à sa vérifiabilité et en les liant à la section « Notes et références ».
- Archive Wikiwix
- Bing
- Cairn
- DuckDuckGo
- E. Universalis
- Gallica
- Google
- G. Books
- G. News
- G. Scholar
- Persée
- Qwant
- (zh) Baidu
- (ru) Yandex
- (wd) trouver des œuvres sur Wikidata

Le traité de Prenzlau peut désigner chacun des trois traités signés entre la Marche de Brandebourg, ancien État du Saint-Empire romain, et le duché de Poméranie, un ensemble de principautés féodales de Poméranie, en :
- 1448
- 1472
- 1479